# Спилинга
Спѝлинга (на италиански: Spilinga) е село и община в Южна Италия, провинция Вибо Валентия, регион Калабрия. Разположено е на 455 m надморска височина. Населението на общината е 1504 души (към 2012 г.).